# Nekrolog 3. Quartal 1927
Nekrolog
◄◄
| ◄
| 1923
| 1924
| 1925
| 1926
| 1927 | 1928 | 1929 | 1930 | 1931 | ► | ►►
1. Quartal |
2. Quartal |
3. Quartal |
4. Quartal 1927
Weitere Ereignisse | Allgemeiner Nekrolog 1927
Die Beschreibung der verstorbenen Person sollte so kurz wie möglich gehalten sein und nur deren signifikante Tätigkeit(en) enthalten.
Neue Namen ggf. auch unter dem Geburts- und Sterbedatum, also etwa unter 1. Januar und im Geburts- und Sterbejahr (2024) eintragen (nur bei entsprechender großer Wichtigkeit). Für Beispiele siehe die schon vorhandenen Artikel.
Außerdem über die fünf zuletzt Verstorbenen, zu denen es einen ausreichend guten Artikel für eine Präsentation auf der Hauptseite gibt, nach der todesbedingten Überarbeitung der Artikel ggf. auch unter Wikipedia Diskussion:Hauptseite informieren und sie am besten auch in den anderen Wikipedia-Sprachversionen eintragen. Tipp: Regelmäßig bei news.google.de nach „ist tot“, „gestorben“ oder „verstorben“ suchen.
Wenn eine Person gestorben ist, gibt es viele Seiten zu dieser Person in der Wikipedia, die davon auch betroffen sind und entsprechend aktualisiert werden müssen. Beispiele: Namenübersichtsseite, Geburtsjahr, Geburtsort-Seiten und viele mehr.
Wie finde ich die betroffenen Seiten?
Im Suchfeld auf der linken Seite gibt man den Suchbegriff so ein: „Vorname Nachname“. Dann klickt man auf Volltext und alle Seiten mit entsprechendem Suchtext werden aufgerufen. Hier sieht man dann schnell, wo auch das Todesjahr Sinn macht oder sogar ein Teil des Artikels angepasst werden muss. Auch hilft das „Werkzeug“ auf der linken Seite sehr gut, um solche Seiten aufzufinden: „Links auf diese Seite“. Somit ist die Wikipedia wieder aktuell in allen Bereichen! Hinweis: bei Eintragung der Kategorie „Gestorben JAHR“ wird der Missbrauchsfilter 49 ausgelöst, was jedoch nicht schlimm ist. Siehe: Spezial:Missbrauchsfilter/49
Dies ist eine Liste von im dritten Quartal 1927 verstorbenen bekannten Persönlichkeiten. Die Einträge erfolgen innerhalb der einzelnen Daten alphabetisch sortiert. Tiere sind im Nekrolog für Tiere zu finden.

## Juli
| Tag      | Name                            | Beruf, bekannt als                                                                                              | Alter | Beleg |
| -------- | ------------------------------- | --- | ----- | ----- |
| 1. Juli  | Charles W. Gates                | US-amerikanischer Politiker                                                                                     | 71    |       |
| 2. Juli  | Joseph Gaudentius Anderson      | US-amerikanischer Geistlicher, Weihbischof in Boston                                                            | 61    |       |
| 2. Juli  | Julius Elias                    | deutscher Schriftsteller, Kunstsammler und Übersetzer                                                           | 65    |       |
| 2. Juli  | Ehrhard Kirchner                | deutscher Politiker                                                                                             | 60    |       |
| 2. Juli  | William N. Vaile                | US-amerikanischer Politiker                                                                                     | 51    |       |
| 2. Juli  | Eduard Will                     | Schweizer Politiker                                                                                             | 72    |       |
| 3. Juli  | Gérard de Courcelles            | französischer Automobilrennfahrer                                                                               | 38    |       |
| 3. Juli  | Theodor von Kramer              | deutscher Architekt und bayerischer Baubeamter                                                                  | 75    |       |
| 4. Juli  | Karl Heinemann                  | deutscher Literarhistoriker                                                                                     | 70    |       |
| 4. Juli  | Carl Wuttke                     | deutscher Landschafts- und Architekturmaler                                                                     | 78    |       |
| 5. Juli  | Howling Wolf                    | indianischer Künstler                                                                                           |       |       |
| 5. Juli  | Albrecht Kossel                 | deutscher Mediziner und Physiologe, Nobelpreis für Physiologie oder Medizin 1910                                | 73    |       |
| 6. Juli  | Wilhelm Blos                    | deutscher Journalist und Politiker, MdR, Staatspräsident von Württemberg                                        | 77    |       |
| 6. Juli  | Rudolf Dworsky                  | deutscher technischer Leiter, Bühnenbildner, Filmarchitekt, künstlerischer Oberleiter, Filmproduzent und Fil... | 46    |       |
| 6. Juli  | Reinhold Guleke                 | deutsch-baltischer Architekt und Hochschullehrer                                                                | 93    |       |
| 6. Juli  | Friedrich Sigismund von Preußen | deutscher Reiter                                                                                                | 35    |       |
| 7. Juli  | Sigmund Bergmann                | deutscher und US-amerikanischer Unternehmer und Erfinder                                                        | 76    |       |
| 7. Juli  | Émile Coste                     | französischer Fechter                                                                                           | 65    |       |
| 7. Juli  | Charles Mair                    | kanadischer Dichter und Dramatiker                                                                              | 88    |       |
| 7. Juli  | Magnus Gösta Mittag-Leffler     | schwedischer Mathematiker                                                                                       | 81    |       |
| 8. Juli  | Siegmund Theodor von Berckheim  | badischer Schlossbesitzer                                                                                       | 76    |       |
| 8. Juli  | Max Hoffmann                    | deutscher General                                                                                               | 58    |       |
| 9. Juli  | Anton von Chlapowski            | deutscher Arzt und Politiker, MdR                                                                               | 72    |       |
| 9. Juli  | Richard Koch                    | deutscher Konteradmiral                                                                                         | 64    |       |
| 9. Juli  | Theodor Stroefer                | deutscher Verleger                                                                                              | 84    |       |
| 9. Juli  | Sukhumala Marasri               | königliche Gemahlin von König Chulalongkorn (Rama V.) von Siam                                                  | 66    |       |
| 10. Juli | Louise Abbéma                   | französische Malerin des Impressionismus                                                                        | 73    |       |
| 10. Juli | François Besson                 | Schweizer Landwirt und Politiker                                                                                | 68    |       |
| 10. Juli | Emil Günter                     | Schweizer Unternehmer, Politiker und Autor                                                                      | 73    |       |
| 10. Juli | Kevin O’Higgins                 | irischer Politiker                                                                                              | 35    |       |
| 10. Juli | Georg Wilhelm Vielhaben         | deutscher Jurist und Politiker, MdR                                                                             | 67    |       |
| 11. Juli | Heinrich Bernhardi              | deutscher Reichsgerichtsrat                                                                                     | 78    |       |
| 11. Juli | Ottavio Cagiano de Azevedo      | italienischer Kurienkardinal der römisch-katholischen Kirche                                                    | 81    |       |
| 11. Juli | Fernand Feyaerts                | belgischer Schwimmer und Wasserballspieler                                                                      | 45    |       |
| 11. Juli | James William Murphy            | US-amerikanischer Politiker                                                                                     | 69    |       |
| 11. Juli | Werner von Otto                 | preußischer Generalleutnant                                                                                     | 88    |       |
| 11. Juli | Hans Thürach                    | deutscher Geologe                                                                                               | 68    |       |
| 12. Juli | Alphonse Gilliot                | deutscher Politiker (Zentrum)                                                                                   | 78    |       |
| 12. Juli | Paul Graupner                   | deutscher Kaufmann und Dichter in erzgebirgischer Mundart                                                       | 65    |       |
| 12. Juli | Mimar Kemaleddin                | türkischer Architekt                                                                                            |       |       |
| 13. Juli | Otto Albert Blehr               | norwegischer Jurist und liberaler Politiker, Mitglied des Storting                                              | 80    |       |
| 13. Juli | Rudolf Ehwald                   | deutscher Bibliothekar, Historiker und Altphilologe                                                             | 79    |       |
| 13. Juli | Antonio García Quejido          | spanischer Politiker und Gewerkschafter                                                                         | 71    |       |
| 13. Juli | Iwan Kutisker                   | litauischer Kaufmann                                                                                            |       |       |
| 13. Juli | Izydor Lotto                    | polnischer Geigenvirtuose, Komponist und Geigenlehrer                                                           | 86    |       |
| 13. Juli | Marcel Michelot                 | französischer Autorennfahrer                                                                                    | 34    |       |
| 13. Juli | Hans Munte                      | deutscher Industrieller und Politiker (DDP), MdL                                                                | 67    |       |
| 14. Juli | Mtoro Bakari                    | ostafrikanischer Autor und Lektor                                                                               | 57    |       |
| 14. Juli | Johannes Galli                  | deutscher Eisenhüttenmann und Hochschullehrer                                                                   | 70    |       |
| 14. Juli | Max Garrison                    | deutscher Opernsänger                                                                                           | 60    |       |
| 14. Juli | Fritz Hofmann                   | deutscher Leichtathlet und Turner (Teilnehmer der ersten Olympischen Sommerspiele 1896 in Athen)                | 56    |       |
| 15. Juli | Paul Bäumer                     | preußischer Pilot des Ersten Weltkriegs                                                                         | 31    |       |
| 15. Juli | Constance Markiewicz            | irische Freiheitskämpferin                                                                                      | 59    |       |
| 15. Juli | Johannes Raffl                  | römisch-katholischer Bischof                                                                                    | 68    |       |
| 15. Juli | Henry White                     | US-amerikanischer Diplomat                                                                                      | 77    |       |
| 16. Juli | Jakob Brunner                   | Schweizer Fotograf und Unternehmer                                                                              | 81    |       |
| 16. Juli | Solomon F. Prouty               | US-amerikanischer Politiker                                                                                     | 73    |       |
| 17. Juli | Marie Osthaus Griffith          | US-amerikanische Blumen- und Landschaftsmalerin                                                                 | 71    |       |
| 17. Juli | Luise Adolpha Le Beau           | deutsche Pianistin und Komponistin                                                                              | 77    |       |
| 17. Juli | Martin-Hubert Rutten            | belgischer Geistlicher, Bischof von Lüttich                                                                     | 85    |       |
| 18. Juli | Joseph Breitkopf-Cosel          | deutscher Bildhauer                                                                                             | 60    |       |
| 18. Juli | Paul Davidson                   | deutscher Filmproduzent                                                                                         | 60    |       |
| 18. Juli | Wassili Dmitrijewitsch Polenow  | russischer Maler und Pädagoge                                                                                   | 83    |       |
| 19. Juli | Amadu Bamba                     | Begründer der Sufi-Bruderschaft                                                                                 |       |       |
| 19. Juli | Josef Jäger                     | Schweizer Politiker, Lehrer und Journalist                                                                      | 74    |       |
| 19. Juli | Zhao Shiyan                     | chinesischer Revolutionär und Gründungsmitglied der Kommunistischen Partei Chinas                               | 26    |       |
| 19. Juli | Zdeněk Žemla                    | böhmischer Tennisspieler                                                                                        |       |       |
| 20. Juli | Ferdinand I.                    | rumänischer König                                                                                               | 61    |       |
| 20. Juli | Johannes Kunze                  | deutscher Hochschullehrer und Theologe                                                                          | 61    |       |
| 21. Juli | Otto von Brentano di Tremezzo   | deutscher Politiker (Zentrum), MdR, hessischer Justiz- und Innenminister                                        | 71    |       |
| 21. Juli | Karl Hartmann                   | deutscher Maler und Baumeister                                                                                  | 66    |       |
| 22. Juli | Joseph Wopfner                  | österreichisch-deutscher Maler                                                                                  | 84    |       |
| 23. Juli | Reginald Dyer                   | britischer Militär, Offizier der Britischen Indien-Armee                                                        | 62    |       |
| 23. Juli | Robert Häuser                   | österreichischer Politiker (SDAP), Landtagsabgeordneter                                                         | 45    |       |
| 23. Juli | Arthur Hoffmann                 | Schweizer Bundesrat                                                                                             | 70    |       |
| 23. Juli | Fritz Rumpf                     | deutscher Maler, Kunstsammler und Schriftsteller                                                                | 71    |       |
| 24. Juli | Akutagawa Ryūnosuke             | japanischer Dichter und Schriftsteller                                                                          | 35    |       |
| 24. Juli | Maurice E. Crumpacker           | US-amerikanischer Politiker                                                                                     | 40    |       |
| 24. Juli | Karel Vítězslav Mašek           | tschechischer Maler, Illustrator und Architekt des Jugendstils und Symbolismus                                  | 61    |       |
| 24. Juli | Richard Kurt Mettig             | deutscher Jurist und sächsischer Staatsbeamter                                                                  | 60    |       |
| 25. Juli | János Csernoch                  | ungarischer Geistlicher, Erzbischof von Esztergom, Kardinal der römisch-katholischen Kirche                     | 75    |       |
| 25. Juli | Rudolf Magnus                   | deutscher Arzt, Pharmakologe und Physiologe                                                                     | 53    |       |
| 25. Juli | Matilde Serao                   | italienische Journalistin und Autorin                                                                           | 71    |       |
| 26. Juli | Max Albermann                   | Kommunalpolitiker, Bürgermeister                                                                                | 56    |       |
| 26. Juli | Moritz von Hößlin               | bayerischer Generalleutnant                                                                                     | 68    |       |
| 26. Juli | Emilie Lasserre                 | Schweizer Feministin und Komponistin                                                                            | 77    |       |
| 26. Juli | June Mathis                     | US-amerikanische Drehbuchautorin                                                                                | 35    |       |
| 27. Juli | Felix Bärwinkel                 | deutscher Landrat, MdR                                                                                          | 62    |       |
| 27. Juli | Jakob Scherek                   | deutscher Journalist, Schriftsteller und Staatsbeamter                                                          | 56    |       |
| 27. Juli | Solomon Joseph Solomon          | englischer Maler                                                                                                | 66    |       |
| 27. Juli | Joseph Earlston Thropp          | US-amerikanischer Politiker                                                                                     | 79    |       |
| 28. Juli | Wilhelm Jordan                  | deutscher Maler, Zeichner, Illustrator und Zeichenlehrer                                                        | 56    |       |
| 28. Juli | Heinrich Meili-Wapf             | Schweizer Architekt                                                                                             | 67    |       |
| 29. Juli | Ferdinand Kurlbaum              | deutscher Physiker                                                                                              | 69    |       |
| 29. Juli | Wilhelm Ruland                  | deutscher Schriftsteller                                                                                        | 57    |       |
| 29. Juli | Freddie Welsh                   | britischer Boxer                                                                                                | 41    |       |
| 30. Juli | James Aggrey                    | ghanaischer Intellektueller                                                                                     | 51    |       |
| 30. Juli | Georg Bitter                    | deutscher Botaniker                                                                                             | 53    |       |
| 30. Juli | Robert de Flers                 | französischer Dramatiker und Journalist                                                                         | 54    |       |
| 30. Juli | Ernst Koerner                   | deutscher Landschaftsmaler                                                                                      | 80    |       |
| 30. Juli | Edmond Noel                     | US-amerikanischer Politiker                                                                                     | 71    |       |
| 31. Juli | Jefim Adrianowitsch Babuschkin  | russischer Revolutionär und Politiker                                                                           | 46    |       |
| 31. Juli | Henry Hamilton Johnston         | englischer Afrikaforscher                                                                                       | 69    |       |
| 31. Juli | Martin Segitz                   | deutscher Gewerkschaftsführer und Politiker (SPD), MdR                                                          | 74    |       |

## August
| Tag        | Name                                 | Beruf, bekannt als                                                                                             | Alter | Beleg |
| ---------- | ------------------------------------ | --- | ----- | ----- |
| 3. August  | Eduard Bartling                      | deutscher Unternehmer und Politiker, MdR                                                                       | 82    |       |
| 3. August  | Emil Ferdinand Fehling               | Lübecker Bürgermeister und Bearbeiter der Lübecker Ratslinie                                                   | 80    |       |
| 3. August  | Edward Bradford Titchener            | englisch-US-amerikanischer Experimentalpsychologe                                                              | 60    |       |
| 4. August  | Eugène Atget                         | französischer Fotograf                                                                                         | 70    |       |
| 4. August  | John Robert Brown                    | US-amerikanischer Politiker                                                                                    | 85    |       |
| 5. August  | Robert von Dobschütz                 | preußischer Generalmajor                                                                                       | 77    |       |
| 5. August  | Joseph O’Mara                        | irischer Operntenor                                                                                            | 63    |       |
| 5. August  | Joseph Schorn                        | Landtagsabgeordneter Volksstaat Hessen                                                                         | 71    |       |
| 7. August  | Kirellos V.                          | koptischer Papst (1876–1927)                                                                                   |       |       |
| 7. August  | Gustav Lorenz                        | deutscher Veterinärmediziner                                                                                   | 81    |       |
| 7. August  | Leonard Wood                         | US-amerikanischer Politiker und General                                                                        | 66    |       |
| 8. August  | Wilhelm Idel                         | deutscher Heimatforscher und Dichter                                                                           | 78    |       |
| 8. August  | Michael Liebel                       | US-amerikanischer Politiker                                                                                    | 56    |       |
| 8. August  | Josef Rindsfüßer                     | deutscher Architekt                                                                                            | 62    |       |
| 8. August  | Adalbert Schmücker                   | römisch-katholischer Bischof, Apostolischer Vikar von Tsinanfu, China                                          | 48    |       |
| 8. August  | Gottlob Heinrich Singer              | Oberbürgermeister in Jena                                                                                      | 75    |       |
| 9. August  | Sisowath I.                          | König von Kambodscha                                                                                           | 86    |       |
| 9. August  | Heinrich Teweles                     | jüdischer Bühnendichter, Sachbuchautor, Essayist, Theaterkritiker, Chefredakteur und Theaterleiter             | 70    |       |
| 9. August  | Wilhelm Ullmann                      | Landtagsabgeordneter Großherzogtum Hessen                                                                      | 72    |       |
| 10. August | Marshall Burns Lloyd                 | US-amerikanischer Erfinder und Unternehmer                                                                     | 69    |       |
| 11. August | Albert Hirsch                        | österreichischer Volkssänger und Schauspieler                                                                  | 86    |       |
| 11. August | Koizumi Chikashi                     | japanischer Lyriker                                                                                            | 40    |       |
| 11. August | Alfons Mauser                        | deutscher Unternehmer                                                                                          | 55    |       |
| 11. August | Hermann Sökeland                     | deutscher Fabrikant und Volkskundler, Direktor des Museums für deutsche Volkstrachten und Hausgewerbe          | 79    |       |
| 12. August | Carl Pulfrich                        | Physiker und Optiker                                                                                           | 68    |       |
| 12. August | Ignaz Robert Schütz                  | sudetendeutscher Physiker, Mathematiker und Journalist                                                         | 59    |       |
| 12. August | Nándor Szenkár                       | ungarischer Komponist und Kapellmeister                                                                        |       |       |
| 12. August | Alfred Zoff                          | österreichischer Landschaftsmaler                                                                              | 74    |       |
| 13. August | Hermann Abert                        | deutscher Musikhistoriker                                                                                      | 56    |       |
| 13. August | Capistrano de Abreu                  | brasilianischer Historiker                                                                                     | 73    |       |
| 13. August | William Wildman Campbell             | US-amerikanischer Politiker                                                                                    | 74    |       |
| 13. August | James Oliver Curwood                 | amerikanischer Schriftsteller                                                                                  | 49    |       |
| 13. August | Árpád Doppler                        | ungarisch-deutscher Komponist                                                                                  | 70    |       |
| 13. August | Marianne Stokes                      | österreichisch-britische Malerin                                                                               | 72    |       |
| 13. August | Paul Zweifel                         | Schweizer Gynäkologe                                                                                           | 79    |       |
| 14. August | Max Consbruch                        | deutscher Klassischer Philologe und Gymnasialdirektor                                                          | 61    |       |
| 14. August | Lew Jakowlewitsch Sternberg          | ukrainischer Ethnograph                                                                                        | 66    |       |
| 14. August | Detlev Vett                          | preußischer Generalleutnant                                                                                    | 67    |       |
| 15. August | B. B. Comer                          | US-amerikanischer Politiker                                                                                    | 78    |       |
| 17. August | Erik Ivar Fredholm                   | schwedischer Mathematiker                                                                                      | 61    |       |
| 17. August | Jakob Freiburghaus                   | Schweizer Politiker und Landwirth                                                                              | 73    |       |
| 17. August | John Oliver                          | kanadischer Politiker                                                                                          | 71    |       |
| 17. August | Henry Richardson Procter             | britischer Chemiker                                                                                            | 79    |       |
| 17. August | Richard Caton Woodville junior       | Maler | 71    |       |
| 18. August | Johannes Theodor Baargeld            | deutscher Maler, Grafiker, Autor, Mitbegründer der Kölner Dada-Gruppe und Herausgeber                          | 34    |       |
| 18. August | Sascha Schneider                     | deutscher Maler und Buchillustrator von Karl May                                                               | 56    |       |
| 18. August | Friedrich Sträßle                    | österreichischer Journalist                                                                                    | 63    |       |
| 19. August | Joseph Belli                         | deutscher Sozialdemokrat                                                                                       | 78    |       |
| 19. August | Johan Edman                          | schwedischer Tauzieher                                                                                         | 52    |       |
| 20. August | Fannie Bloomfield Zeisler            | österreichisch-amerikanische Pianistin                                                                         | 64    |       |
| 20. August | Enrique Reig y Casanova              | spanischer Kardinal und Erzbischof von Toledo                                                                  | 69    |       |
| 20. August | Ludwig Wrba                          | österreichischer Beamter und Eisenbahnminister                                                                 | 83    |       |
| 21. August | William Burnside                     | englischer Mathematiker                                                                                        | 75    |       |
| 21. August | Adolphus Peter Nelson                | US-amerikanischer Politiker                                                                                    | 55    |       |
| 21. August | Franz Rotzoll                        | Präsident der Klosterkammer Hannover                                                                           | 76    |       |
| 21. August | Wilhelm Stricker                     | deutscher Baumeister, Architekt, kommunaler Baubeamter und Unternehmer                                         | 52    |       |
| 22. August | Max Barascudts                       | deutscher Maler                                                                                                | 58    |       |
| 22. August | Pietro Fenoglio                      | italienischer Architekt                                                                                        |       |       |
| 22. August | Louis Agassiz Fuertes                | US-amerikanischer Ornithologe                                                                                  | 53    |       |
| 22. August | René Sergent                         | französischer Architekt                                                                                        | 62    |       |
| 23. August | Oscar W. Gillespie                   | US-amerikanischer Politiker                                                                                    | 69    |       |
| 23. August | Nicola Sacco                         | Anarchist |       |       |
| 23. August | August Schillmöller                  | Hauptlehrer und Heimatschriftsteller aus dem Oldenburger Münsterland                                           | 47    |       |
| 23. August | Bartolomeo Vanzetti                  | italienischer Anarchist                                                                                        |       |       |
| 23. August | Saad Zaghlul                         | ägyptischer Politiker                                                                                          | 68    |       |
| 25. August | Elisabeth Aspe                       | estnische Schriftstellerin                                                                                     | 66    |       |
| 25. August | Richard von Goldberger               | österreichischer Komponist                                                                                     | 52    |       |
| 25. August | Ludwig von Hammerstein-Loxten        | preußischer General der Infanterie                                                                             | 87    |       |
| 25. August | Elizabeth Maria Molteno              | südafrikanische Bürgerrechtlerin                                                                               | 74    |       |
| 25. August | Max Osterloh                         | deutscher Architekt und Braunschweiger Stadtbaurat                                                             | 75    |       |
| 26. August | Ernst Kroker                         | deutscher Historiker und Bibliothekar                                                                          | 67    |       |
| 26. August | Na To-hyang                          | koreanischer Schriftsteller                                                                                    | 25    |       |
| 27. August | Arthur Noel, 4. Earl of Gainsborough | britischer Adeliger und Mitglied des House of Lords                                                            | 43    |       |
| 27. August | Warren R. Porter                     | US-amerikanischer Politiker                                                                                    | 66    |       |
| 28. August | Charles Patrick John Coghlan         | rhodesischer Politiker, erster Premierminister Südrhodesiens                                                   | 64    |       |
| 28. August | Leopold Diwald                       | österreichischer Politiker (CS), Landtagsabgeordneter, Abgeordneter zum Nationalrat                            | 64    |       |
| 28. August | Helene Engelbrecht                   | deutsche Wohltäterin, Frauenrechtlerin und Gründerin mehrerer Wohlfahrtseinrichtungen                          | 77    |       |
| 28. August | Émile Haug                           | französischer Geologe                                                                                          | 66    |       |
| 28. August | Ernst Müller-Holm                    | deutscher Schriftsteller                                                                                       | 65    |       |
| 29. August | Albrecht von Glasow                  | deutscher Rittergutsbesitzer und Parlamentarier                                                                | 76    |       |
| 29. August | Wladimir Nikolajewitsch Orlow        | russischer Adliger                                                                                             | 58    |       |
| 29. August | Andreas Scheu                        | österreichischer Politiker; Pionier der Arbeiterbewegung                                                       | 83    |       |
| 29. August | Emil Sondermann                      | deutscher Sänger, Theater- und Filmschauspieler sowie Theater-, Filmregisseur, Drehbuchautor und Filmproduzent | 74    |       |
| 31. August | Alexander M. Hardy                   | US-amerikanischer Politiker                                                                                    | 79    |       |
| 31. August | Paul Kabisch                         | deutscher Journalist                                                                                           | 69    |       |
| 31. August | Hans von Kleist                      | preußischer Generalmajor                                                                                       | 73    |       |
| 31. August | Andranik Ozanian                     | armenischer General                                                                                            | 62    |       |
| 31. August | Julius Vogel                         | deutscher Kunsthistoriker                                                                                      | 65    |       |
| 31. August | Friedrich Wahle                      | deutscher Maler, Zeichner und Karikaturist                                                                     | 67    |       |
| August     | Alfred Schreiber                     | deutscher Theaterschauspieler                                                                                  | 55    |       |

## September
| Tag           | Name                              | Beruf, bekannt als                                                                                 | Alter | Beleg |
| ------------- | --------------------------------- | -------------------------------------------------------------------------------------------------- | ----- | ----- |
| 1. September  | Ludwig Bürchner                   | deutscher Althistoriker und Gymnasiallehrer                                                        | 68    |       |
| 1. September  | Milan Ciganović                   | bosnisch-serbischer Terrorist                                                                      |       |       |
| 1. September  | Ernst Feja                        | deutscher Bahnradsportler                                                                          | 28    |       |
| 1. September  | Frank Lynn Jenkins                | britischer Bildhauer                                                                               | 57    |       |
| 1. September  | Emil Müller                       | österreichischer Mathematiker                                                                      | 66    |       |
| 1. September  | Heinrich Teuber                   | deutscher Politiker (SPD, USPD, KPD), MdR                                                          | 55    |       |
| 2. September  | Franz Ahlgrimm                    | deutscher Politiker (DDP), MdHB                                                                    | 59    |       |
| 2. September  | Alexei Alexandrowitsch Bobrinski  | russischer Politiker und Historiker                                                                | 75    |       |
| 2. September  | Josef Arpád Koppay                | österreichischer Maler                                                                             | 70    |       |
| 2. September  | Anne Löwenstein-Wertheim          | britische Flugpionierin                                                                            | 63    |       |
| 3. September  | Ralph Lyford                      | US-amerikanischer Dirigent und Komponist                                                           | 45    |       |
| 3. September  | Ernst Menne                       | deutscher Chemiker                                                                                 | 58    |       |
| 3. September  | Felix Schmidt                     | deutscher Sänger und Gesangspädagoge                                                               | 79    |       |
| 4. September  | Max Girschner                     | deutscher Arzt und Ethnologe                                                                       | 66    |       |
| 4. September  | Josef Klein                       | österreichisch-deutscher Schauspieler bei Bühne und Film                                           | 65    |       |
| 4. September  | Paula von Lamberg                 | österreichische Skispringerin                                                                      | 39    |       |
| 4. September  | Gennaro Pardo                     | italienischer Maler                                                                                | 60    |       |
| 5. September  | Marcus Loew                       | US-amerikanischer Geschäftsmann                                                                    | 57    |       |
| 5. September  | Franz Schafarzik                  | österreichisch-ungarischer Geologe                                                                 | 73    |       |
| 5. September  | David Gardiner Tyler              | US-amerikanischer Politiker                                                                        | 81    |       |
| 6. September  | Gustave Boissière                 | französischer Romanist                                                                             | 77    |       |
| 6. September  | Gilbert Clavel                    | Schweizer Futurist                                                                                 | 44    |       |
| 6. September  | Karl Fischer                      | Schweizer Unternehmer und Politiker (FDP)                                                          |       |       |
| 06. September | William Libbey                    | US-amerikanischer Sportschütze                                                                     | 72    |       |
| 6. September  | Alfred von Montenuovo             | österreichischer Hofbeamter                                                                        | 72    |       |
| 6. September  | Otto Roth                         | Schweizer Bakteriologe und Hygieniker                                                              | 74    |       |
| 6. September  | Otto Sidow                        | deutscher Politiker (SPD), MdR                                                                     | 70    |       |
| 6. September  | Charles Woodruff                  | US-amerikanischer Bogenschütze                                                                     | 83    |       |
| 7. September  | Anna Semjonowna Golubkina         | russische Bildhauerin                                                                              | 63    |       |
| 7. September  | Augustin Marre                    | französischer römisch-katholischer Erzbischof, Trappist, Abt und Generalabt                        | 73    |       |
| 7. September  | Georg von Metzsch-Reichenbach     | sächsischer Politiker                                                                              | 91    |       |
| 7. September  | Eugene Allen Smith                | US-amerikanischer Geologe                                                                          | 85    |       |
| 8. September  | Wilhelm von Bötticher             | preußischer Generalmajor                                                                           | 81    |       |
| 9. September  | Paul Conrad                       | deutscher evangelischer Theologe                                                                   | 62    |       |
| 9. September  | Georg Kunoth                      | deutscher Journalist und Politiker (DDP), MdBB                                                     | 64    |       |
| 11. September | Richard Büttner                   | deutscher Botaniker                                                                                | 68    |       |
| 11. September | Charles Jasper Glidden            | US-amerikanischer Telefon-Pionier                                                                  | 70    |       |
| 11. September | Gustav Hanausek                   | österreichischer Rechtswissenschaftler                                                             | 72    |       |
| 11. September | Cuno von Rodde                    | deutscher Forstmeister, Genealoge und Heraldiker                                                   | 69    |       |
| 12. September | Walter Amelung                    | deutscher klassischer Archäologe                                                                   | 61    |       |
| 12. September | Jean Louis Prévost                | Schweizer Neurologe und Physiologe                                                                 | 89    |       |
| 12. September | Sarah Frances Whiting             | US-amerikanische Physikerin und Astronomin                                                         | 80    |       |
| 13. September | Franz Baltzer                     | deutscher Ingenieur des Eisenbahnwesens                                                            | 70    |       |
| 13. September | Michel Bettenfeld                 | französischer Fechter                                                                              | 74    |       |
| 13. September | Eugen Windmüller                  | deutscher Maler                                                                                    | 84    |       |
| 14. September | Hugo Ball                         | deutscher Autor und Mitbegründer der Zürcher Dada-Bewegung                                         | 41    |       |
| 14. September | Isadora Duncan                    | US-amerikanische Tänzerin und Choreografin                                                         | 50    |       |
| 14. September | Sophie von Merenberg              | High Society-Lady                                                                                  | 59    |       |
| 15. September | Ernst Beyer                       | deutscher Lehrer und Schulrat                                                                      | 71    |       |
| 15. September | Herman Gorter                     | niederländischer Dichter und rätekommunistischer Theoretiker                                       | 62    |       |
| 15. September | George Washington Hays            | US-amerikanischer Politiker, Gouverneur von Arkansas                                               | 63    |       |
| 15. September | Bruno Rahn                        | deutscher Filmregisseur, Schauspieler und Produzent                                                | 39    |       |
| 16. September | Max von Gruber                    | österreichisch-deutscher Mediziner, Biologe und Eugeniker                                          | 74    |       |
| 16. September | James H. Higgins                  | US-amerikanischer Politiker                                                                        | 51    |       |
| 17. September | Joseph Schwind                    | katholischer Priester, Domkapitular, Seelenführer der Heiligen Edith Stein                         | 75    |       |
| 18. September | Karl Maenner                      | deutscher Reichsgerichtsrat                                                                        | 76    |       |
| 18. September | Charles R. Miller                 | US-amerikanischer Politiker                                                                        | 69    |       |
| 18. September | Tokutomi Roka                     | japanischer Schriftsteller                                                                         | 58    |       |
| 19. September | Michael Ancher                    | dänischer Maler des Impressionismus                                                                | 77    |       |
| 19. September | Franz Penzoldt                    | deutscher Mediziner                                                                                | 77    |       |
| 19. September | Adrian Stokes                     | britisch-irischer Mediziner                                                                        | 40    |       |
| 20. September | Gino Coppedè                      | italienischer Möbeldesigner und Architekt                                                          | 60    |       |
| 20. September | Ōsako Naotoshi                    | japanischer General                                                                                | 82    |       |
| 21. September | Josef Dametz                      | österreichischer Gewerkschafter und Politiker (SDAP), Landtagsabgeordneter, Bürgermeister von Linz | 59    |       |
| 21. September | Max Henning                       | deutscher Arabist und Publizist                                                                    | 65    |       |
| 21. September | Hermann Mathies                   | deutscher Wasserbau-Ingenieur, preußischer Baubeamter, Parlamentarier, Industrie-Manager           | 75    |       |
| 21. September | Hermann Roehrig                   | deutscher Verwaltungsbeamter und Parlamentarier                                                    | 90    |       |
| 21. September | Ferdinand Rohde                   | deutscher Jurist und                                                                               | 64    |       |
| 21. September | Jakob Sitzler                     | klassischer Philologe und Gymnasiallehrer                                                          | 76    |       |
| 22. September | Richard von Garbe                 | deutscher Indologe                                                                                 | 70    |       |
| 22. September | George Francis Hamilton           | britischer Politiker (Conservative Party), Mitglied des House of Commons                           | 81    |       |
| 22. September | Maria Theresia May                | österreichische Journalistin und Schriftstellerin                                                  | 76    |       |
| 22. September | Georg Quaet-Faslem                | deutscher Mediziner, Politiker und Parlamentarier                                                  | 55    |       |
| 22. September | Frank Springer                    | US-amerikanischer Anwalt und Paläontologe                                                          | 79    |       |
| 23. September | Kurt von Alten                    | deutscher Verwaltungsbeamter und Parlamentarier                                                    | 62    |       |
| 23. September | Adolf Georg von Maltzan           | deutscher Diplomat                                                                                 | 50    |       |
| 24. September | Paul Schumann                     | deutscher Kunsthistoriker                                                                          | 72    |       |
| 24. September | Ernst Valentin von Strebel        | deutscher Pflanzenbauwissenschaftler und Agrarökonom                                               | 81    |       |
| 25. September | Max Mittelstein                   | deutscher Jurist und Politiker, MdHB                                                               | 66    |       |
| 26. September | Karl Endriss                      | deutscher Geologe                                                                                  | 59    |       |
| 26. September | Friedrich Fehr                    | deutscher Maler                                                                                    | 65    |       |
| 26. September | Arthur Trebitsch                  | österreichischer Schriftsteller und Philosoph                                                      | 47    |       |
| 27. September | Anton Erl                         | österreichischer Opernsänger                                                                       | 81    |       |
| 27. September | Paul Manasse                      | deutscher Mediziner (Laryngologe)                                                                  | 61    |       |
| 28. September | Emanuel Pendl                     | österreichischer Bildhauer                                                                         | 82    |       |
| 28. September | August Franz von Rodde            | preußischer Offizier, zuletzt Generalmajor der Kavallerie                                          | 80    |       |
| 29. September | Arthur Achleitner                 | deutscher Schriftsteller                                                                           | 69    |       |
| 29. September | Willem Einthoven                  | niederländischer Arzt und Nobelpreisträger für Medizin (1924)                                      | 67    |       |
| 29. September | August von Heeringen              | deutscher Marineoffizier, zuletzt Admiral und Chef des Admiralstabs                                | 71    |       |
| 29. September | Ernst Landsberg                   | deutscher Jurist                                                                                   | 66    |       |
| 29. September | Adeline zu Rantzau                | deutsche Schriftstellerin                                                                          | 60    |       |
| 29. September | Georg Wulf                        | deutscher Flugpionier und Flugzeugbauer                                                            | 32    |       |
| 30. September | Charles Jonnart                   | französischer Politiker und Diplomat in der Zeit der Dritten Republik                              | 69    |       |
| 30. September | Hans Leo                          | deutscher Mediziner und Pharmakologe                                                               | 73    |       |
| 30. September | Pjotr Jefimowitsch Schtschetinkin | russischer Offizier und Partisan                                                                   | 42    |       |
| 30. September | Karl Trunzer                      | deutscher Lehrer                                                                                   | 71    |       |
| September     | John George Govan                 | schottischer Geschäftsmann und Evangelist                                                          | 66    |       |
| September     | Wilhelm Rincklake                 | deutscher Architekt                                                                                | 76    |       |